# Eugen Kvaternik
Eugen Kvaternik (31. října 1825, Záhřeb – 11. října 1871, Rakovica) byl chorvatský nacionalistický politik spjatý se Stranou práva. Spolu s Ante Starčevićem patřil k jejím hlavním členům.

## Biografie
Narodil se v Záhřebu. Studoval v Senji a v Pešti. Po zrušení poddanství v roce 1848 nařízením bána Josipa Jelačiće vzplály naděje v Rakousko-Uhersku na budování moderní občanské společnosti a též i na sebeurčení národů. Toto povzbudilo zastánce vyšší míry samostatnosti Chorvatska, mezi které patřil i Kvaternik. V roce 1858 hledal se svými myšlenkami pomoc v Rusku. Když se ukázalo, že neúspěšně, distancoval se od slovanských regionů a slovanských národů obecně a začal hledat podporu ve Francii.[zdroj?]
V roce 1860 se vrátil do Chorvatska a roku následujícího byl zvolen i do místního Saboru (parlamentu) na kandidátce tehdy nové Strany práva. V roce 1862 byl zatčen za politické aktivity strany. Byl následně uvězněn a nucen opustit zemi; až do roku 1865 žil v zahraničí. Nicméně, po roce 1867, kdy proběhla korunovace císaře Františka Josefa, jako krále nově reformovaného Rakousko-Uherska, mu byl umožněn návrat. Staré časy Bachova absolutismu byly dávno pryč a v monarchii se hledalo nové uspořádání, které by uspokojilo znepokojené národy.
V roce 1871 opustil stranu s cílem podstoupit mnohem radikálnější řešení chorvatského problému. Inicioval proto povstání v Rakovici. To skončilo neúspěšně, a Kvaternik v něm sám zemřel.